# Denzel Budde
Denzel Budde (Lelystad, 8 april 1997) is een Nederlands voetballer die bij voorkeur als verdediger speelt.

## Carrière
Denzel Budde speelde van 2006 tot 2016 in de jeugd van PEC Zwolle, waarna hij één seizoen voor de amateurclub asv Dronten speelde. In 2017 vertrok hij naar KV Kortrijk, waar hij voor het beloftenelftal speelde. Hij debuteerde in het eerste elftal van KV Kortrijk op 4 november 2017, in de met 2-0 verloren uitwedstrijd tegen KV Mechelen. Hij begon in de basisopstelling, en opende de score voor KV Mechelen in de 63e minuut met een eigen doelpunt. Enkele dagen later brak Budde zijn kuitbeen in een wedstrijd tussen de beloften van Kortrijk en KAA Gent, waardoor hij verder niet meer in actie kwam voor Kortrijk. In de winterstop van het seizoen 2018/19 vertrok hij naar Jong N.E.C., waar hij tot de zomer speelde. Omdat een proefperiode bij Telstar geen contract opleverde, en bleef clubloos tot hij in februari 2020 bij SV TEC aansloot. In februari 2021 verbond Budde zich voor anderhalf seizoen aan UE Engordany uit Andorra. Na een half jaar keerde hij terug naar Nederland, waar hij bij VV Unicum aansloot.

### Statistieken
| Seizoen                         | Club           | Land           | Competitie          | Competitie | Competitie | Beker | Beker | Totaal | Totaal |
| Seizoen                         | Club           | Land           | Competitie          | Wed.       | Dlp.       | Wed.  | Dlp.  | Wed.   | Dlp.   |
| ------------------------------- | -------------- | -------------- | ------------------- | ---------- | ---------- | ----- | ----- | ------ | ------ |
| 2017/18                         | KV Kortrijk    | België         | Eerste klasse A     | 1          | 0          | 0     | 0     | 1      | 0      |
| 2018/19                         | KV Kortrijk    | België         | Eerste klasse A     | 0          | 0          | 0     | 0     | 0      | 0      |
| 2018/19                         | Jong N.E.C.    | Nederland      | Beloften Eredivisie | 4          | 0          | 0     | 0     | 4      | 0      |
| 2019/20                         | SV TEC         | Nederland      | Tweede divisie      | 2          | 0          | 0     | 0     | 2      | 0      |
| 2020/21                         | SV TEC         | Nederland      | Tweede divisie      | 0          | 0          | 0     | 0     | 0      | 0      |
| 2020/21                         | UE Engordany   | Andorra        | Primera Divisió     | 7          | 0          | 0     | 0     | 7      | 0      |
| Carrièretotaal                  | Carrièretotaal | Carrièretotaal | Carrièretotaal      | 14         | 0          | 0     | 0     | 14     | 0      |
| Bijgewerkt op 22 september 2021 |                |                |                     |            |            |       |       |        |        |